# داویدکوو (شهرستان کراسنوبورسکی، استان آرخانگلسک)
داویدکوو (به لاتین: Davydkovo) یک منطقهٔ مسکونی در روسیه است که در استان آرخانگلسک واقع شده‌است.